# Ли Брекет
Ли Брекет (на английски: Leigh Brackett) е американска сценаристка и писателка на произведения в жанровете научна фантастика и криминален роман.

## Биография и творчество
Ли Брекет е родена на 7 декември 1915 г. в Лос Анджелис, Калифорния, САЩ, в семейството на Уилям Брекет, експерт-счетоводител, и Маргарет Дъглас. Баща ѝ умира от грип и тя израства близо до Санта Моника. Учи в четири девически училища, като завършва четирите години гимназия за три години и отказва стипендия за колеж.
Като тийнейджърка чете много произведения на Едгар Бъроуз и Хенри Райдър Хагард и сама започва да пише. Нейните истории са прочетени от Хенри Катнър, който я запознава с писателите живеещи в Калифорния – Робърт Хайнлайн, Юлиус Шварц, Джак Уилямсън, Едмонд Хамилтън и Рей Бредбъри.
На 1 януари 1947 г. се омъжва за писателя на научна фантастика Едмонд Хамилтън, с когото нямат деца. Живеят в Сан Габриел, Калифорния и Кинсман, Охайо.
Първият ѝ разказ „The Martian Quest“ е издаден през 1939 г. Първият ѝ фантастичен роман „No Good From a Corpse“ е публикуван през 1943 г. През 1944 г. продуцентът и режисьор Хауърд Хоукс я наема да сътрудничи на Уилям Фокнър за сценария по книгата на Реймънд Чандлър „Големият сън“.
В следващите години продължава да пише сценарии за Холивуд за филми като „Рио Браво“, „Ел Дорадо“ и „Дългото сбогуване“. Няколко седмици преди смъртта си завършва първия проект на сценария на „Империята отвръща на удара“ и филмът ѝ е посветен посмъртно.
Романът ѝ „Шпагата на Рианон“ се счита за най-доброто ѝ произведение. Историята дава нееднозначни отговори на въпросите за неукротимия дух и душа, а книгата е изпълнена c космическа тъга, но и c вяра в справедливостта.
Нейните фантастични произведения оказват голямо влияние на цяло поколение автори в жанра „мечове и магии“.
Ли Брекет умира от рак на 18 март 1978 г. в Ланкастър, Калифорния.
През 2014 г. е включена в Залата на славата на научната фантастика.

## Произведения

### Самостоятелни романи
- No Good From a Corpse (1943)
- Stranger at Home (1947) – с Джордж Сандърс (Крейг Райс)
- Shadow over Mars (1951) – издаден и като „Nemesis From Terra“
- The Starmen (1952) – издаден и като „The Galactic Breed / Starmen of Llyrids“
- The Sword of Rhiannon (1953)
Шпагата на Рианон, изд. „Ролис“ (1992), прев. Стиляна Петрова
- The Big Jump (1955)
- The Long Tomorrow (1955)
- The Tiger Among Us (1957) – издаден и като „Fear No Evil / 13 West Street“
- An Eye for an Eye (1958)
- Rio Bravo (1959)
- Alpha Centauri – or Die! (1963)
- Follow the Free Wind (1963)
- The Coming of the Terrans (1967)
- Silent Partner (1969)

### Серия „Ерик Джон Старк“ (Eric John Stark)
1. The Secret of Sinharat (1964)
Сага за Скейт, изд. „Грифон“ (1993), прев. Наталия Добрева
2. People of the Talisman (1964)
3. The Ginger Star (1974)
4. The Hounds of Skaith (1974)
5. The Reavers of Skaith (1976)
6. Outlaw of Mars (1982)

### Участие в общи серии с други писатели

#### Серия „Междузвездни войни“ (Star Wars)
- The Empire Strikes Back: A Storybook (1980) – с Лорънс Касдан, Джордж Лукас и Лари Уейнбърг
- The Empire Strikes Back Script (1999) – с Лорънс Касдан

от серията има още 168 романа от различни автори

### Разкази
- The Tapestry Gate (1940)
- Water Pirate (1941)
- Child of the Green Light (1942)
- The Halfling (1943)
- The Veil of Astellar (1944)
- The Vanishing Venusians (1945)
- Lorelei of the Red Mist (1946) – с Рей Бредбъри
- The Lake of the Gone Forever (1949)
- The Woman from Altair (1951)
- The Last Days of Shandakor (1952)
- The Sword of Rhiannon (1953)
- Всички цветове на дъгата, All the Colors of the Rainbow, 1957

### Сборници
- The Halfling (1973)
- The Best of Leigh Brackett (1977)
- Martian Quest (2002)
- Stark and the Star Kings (2005) – с Едмонд Хамилтън
- Lorelei of the Red Mist (2007)
- A World is Born (2009)

### Сценарии
- 1945 The Vampire's Ghost – с Джон К. Бътлър
- 1946 Crime Doctor's Manhunt – с Ерик Тейлър
- 1946 Големият сън, The Big Sleep – с Уилям Фолкнър и Жул Фъртман
- 1959 Рио Браво, Rio Bravo – с Жул Фъртман и Б. Х. Маккамбъл
- 1961 Златото на Седемте светци, Gold of the Seven Saints – с Леонард Фрийман
- 1962 Хатари!, Hatari! – с Хари Кърниц
- 1964 Man's Favorite Sport?
- 1967 Ел Дорадо, El Dorado
- 1970 Рио Лобо, Rio Lobo – с Бъртън Уол
- 1973 Дългото сбогуване, The Long Goodbye
- 1980 Междузвездни войни: Епизод V – Империята отвръща на удара, The Empire Strikes Back – с Джордж Лукас и Лорънс Касдан

### Книги за писателката
- Leigh Brackett, Marion Zimmer Bradley and Anne McAffrey: Primary and Secondary Bibliography (1982) – от Розмари Арбър
- Leigh Brackett: American Writer (1986) – от Джон Кар